# 12月15日 (旧暦)
旧暦12月15日は旧暦12月の15日目である。六曜は友引である。

## できごと
- 天平12年（ユリウス暦741年1月6日） - 聖武天皇が山背国相楽郡の恭仁宮へ遷都。難波京遷都まで3年間の都に
- 天長5年（ユリウス暦829年1月23日） - 空海が綜芸種智院の創設を宣言｡
- 承和5年（ユリウス暦839年1月4日） - 病気を理由に遣唐使船乗船を拒否した遣唐使副使・小野篁が隠岐に流される
- 天慶2年（ユリウス暦949年1月26日） - 平将門が上野国衙を倒し国府の印と府庫の鍵を掠奪し上野・下野を制圧。八幡大菩薩のお告げで「新皇」と称する
- 嘉保元年（ユリウス暦1095年1月23日） - 疫病により寛治から嘉保に改元
- 元治元年（グレゴリオ暦1865年1月12日） - 高杉晋作、下関で挙兵（功山寺挙兵）。長州藩の藩論が倒幕に統一される
- 明治元年（グレゴリオ暦1869年1月27日） - 旧幕府軍の榎本武揚らが箱館で蝦夷地の領有を宣言し蝦夷共和国を発足

## 誕生日
- 文明12年（ユリウス暦1481年1月15日） - 足利義澄、室町幕府11代将軍（+ 1511年）
- 元亀2年（ユリウス暦1571年12月31日） - 後陽成天皇、107代天皇（+ 1617年）
- 元文元年（グレゴリオ暦1737年1月15日） - 蜂須賀至央、徳島藩主（+ 1754年）

## 忌日
- 元禄15年（グレゴリオ暦1703年1月31日） - 吉良義央、江戸幕府高家肝煎（* 1641年）